# 한일여자고등학교 (경북)
한일여자고등학교(韓一女子高等學校)는 대한민국 경상북도 김천시 교동에 있는 사립 고등학교이다.

## 학교 연혁
- 1972년 3월 1일 : 유원 이수천 목사 본교 설립, 개교
- 1974년 3월 2일 : 초대 이신화 교장 취임
- 1977년 11월 21일 : 예술관 준공
- 1979년 1월 9일 : 학급 증설 인가(24학급)
- 1990년 2월 13일 : 대강당 준공
- 1997년 10월 1일 : 무궁화관 준공
- 2011년 8월 1일 : 교과교실제(과목중점형) 지정
- 2011년 11월 21일 : 진리관 준공
- 2020년 2월 13일 : 전교실 교과교실 구축
- 2023년 1월 5일 : 제49회 졸업식(14,508명)
- 2024년 3월 1일 : 제8대 김현숙 교장 취임

## 참고 자료
- 한일여자고등학교 - 한국교육학술정보원 학교알리미